# Jo Bauer
Joachim „Jo” Bauer (ur. 21 lipca 1961 roku we Friedrichstal) – niemiecki inżynier, delegat techniczny FIA podczas wyścigów Formuły 1.

## Życiorys
Jo Bauer studiował w niemieckiej politechnice RWTH Aachen w Akwizgranie, po uzyskaniu tytułu licencjata podczas pracy w FEV Motorentechnik firmie badawczo-rozwojowej specjalizującej się w dziedzinie układów napędowych uzyskał tytuł magistra. W 1992 roku opuścił firmę i dołączył do Niemieckiego krajowego organu sportowego, gdzie był szefem działu technicznego. To dało mu miejsce w komisji technicznej FIA oraz doprowadziło do nominacji jako delegat techniczny w Deutsche Tourenwagen Meisterschaft w 1995 roku. W 1997 roku Bauer jako delegat techniczny FIA podczas wyścigów Formuły 1 przejął obowiązki Charliego Whitinga.